# Prisunic
Prisunic, in de volksmond ook bekend als Prisu , is een voormalige Franse keten van warenhuizen en gemakswinkels, die voornamelijk in het centrum gevestigd waren. 
Het merk werd op 1 december 1931 geïntroduceerd door het warenhuis Printemps. De winkelketen met vestigingen in Frankrijk en enkele andere landen verdween in 2003. 

## Geschiedenis
Eind 1931 besloot Pierre Laguionie als meerderheidsaandeelhouder van het warenhuis Printemps in Parijs, de winkelketen Prisunic op te richten om te kunnen concurreren met de winkelketen Uniprix.
Het doel van Prisunic was om een assortiment gebruiksgoederen, levensmiddelen en versproducten tegen goede prijzen aan te bieden. 
Vanaf de aanvang is het concept een groot succes, ondanks de druk van de traditionele handel, die zich zorgen maakte over deze concurrentie en deze als oneerlijk beschouwde. .
Het succes van de eerste winkels leidde tot de oprichting van de affiliatie, de voorloper van de franchise-onderneming. De aangesloten handelaar profiteerde dankzij de in 1934 opgerichte SAPAC van de naam en de diensten van de inkoopcentrale.
In 1958 werd ontwerper Andrée Putman artistiek directeur van Prisunic. In de vroege jaren 1960 maakte de keten, geholpen door Denise Fayolle, de confectiekleding die opkwam in Frankrijk populair. In 1965 ontwierp Jean-Pierre Bailly het nieuwe logo voor Prisunic: een schietschijf met een bloem in het midden.
Prisunic lanceerde in 1968 de catalogusverkoop van meubels, verlichting en tafelgerei, in een eigentijds design, van ontwerpers als Terence Conran, Olivier Mourgue, Marc Held, Marc Berthier en Danielle Quarante. Dit naar voorbeeld van IKEA, dat in het voorliggende decennium begon met het verkopen van meubels via postorder. Na een succesvolle start  werd het project in 1976 beëindigd vanwege de beperkte voorraden die geproduceerd waren.
In 1970 had de winkelketen meer dan 350 winkels in Frankrijk. In 1977 waren er daarvan nog maar 132 over.
Prisunic werd in 1997 gekocht door het bedrijf Monoprix.  De winkels, waarvan sommige verlieslatend waren, werden ontmanteld en geïntegreerd in het winkelnetwerk onder de naam Monoprix. In 2002 werd het definitieve einde van de Prisunic-winkels bekendgemaakt en in 2003 verdween de laatste vestiging onder de naam Prisunic in Noisy-le-Sec.